# Chiniofon
Chiniofon là một chất chống nguyên sinh.